# Quadrantids
Quadrantids (viết tắt: QUA) là một trận mưa sao băng thường rơi vào tháng Giêng. Tốc độ hàng giờ (ZHR) của trận mưa này có thể cao bằng tốc độ của hai trận mưa sao băng khác: Perseids vào tháng 8 và Geminids vào tháng 12, nhưng các thiên thạch của Quadrantid không thể được nhìn thấy trong hai trận mưa sao băng này, vì cường độ cực đại cực kỳ sắc nét, đôi khi chỉ kéo dài hàng giờ. Thêm vào đó, thiên thạch khá mờ (cường độ  chỉ khoảng 3 - 6 mag).

## Quan sát và hiệp hội
Tỷ lệ sao băng vượt quá một nửa giá trị cao nhất của nó chỉ trong khoảng tám giờ (so với hai ngày đối với Perseids tháng 8), có nghĩa là dòng các hạt tạo ra trận mưa này đều hẹp, và xuất phát trong vòng 500 năm qua một số quỹ đạo cơ thể.  Cơ thể mẹ của Quadrantids đã được Peter JenniskensPeter Jenniskens (ngày 8 tháng 12 năm 2003). "2003 EH1 là sao chổi tắm Quadrantid". Ephemeris (bản tin của Hiệp hội Thiên văn San Jose) . Truy cập 2004-12-17. </ref> xác định vào năm 2003 là một hành tinh nhỏ mang tên 2003 EH1, nó có thể liên quan đến sao chổi C / 1490 Y1Jenniskens, Peter (2004). "2003 EH1 là sao chổi cha mẹ tắm Quadrantid". Tạp chí Thiên văn. 127 (5): 3018 Bóng3022. Mã số: 2004AJ.... 127.3018J. doi: 10.1086 / 383213. </ref> được quan sát bởi các nhà thiên văn học Trung Quốc, Nhật Bản và Hàn Quốc khoảng 500 năm trước. 

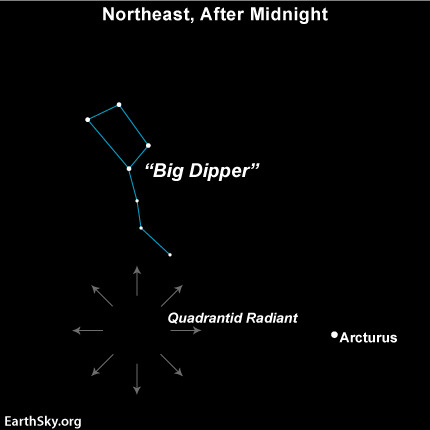
Điểm rạng rỡ của mưa sao băng Quadrantid, hoạt động vào đầu tháng 1 hàng năm

Điểm rạng rỡ của trận mưa này nằm ở rìa phía bắc của chòm sao Boötes, không quá xa nhóm sao Bắc Đẩu. Nó nằm giữa phần cuối của Bắc Đẩu và tứ giác của các ngôi sao đánh dấu đầu của chòm sao Thiên Long.  Mưa sao băng này được nhìn thấy rõ nhất ở bán cầu bắc, nhưng nó có thể được nhìn thấy từ 1 đến 50 ở vĩ độ nam."Mưa sao băng Quadrantid". Đồng hồ sao băng của NASA trên Facebook. 2012-12-26 . Truy cập 2012-12-29. </ref>
Tên này xuất phát từ Quadrans Muralis, một chòm sao cũ được tạo vào năm 1795 bởi nhà thiên văn học người Pháp Jérôme Lalande, hiện nó đang là một phần của chòm sao Boötes.  Vào đầu tháng 1 năm 1825, Antonio Brucalassi ở Ý báo cáo rằng "bầu không khí đi qua vô số các cơ quan phát sáng được biết đến với tên của các ngôi sao rơi."   Chúng xuất hiện để phát xạ từ Quadrans Muralis.  Năm 1839, Adolphe Quetelet ở Đài thiên văn Brussels tại Bỉ và Edward C. Herrick tại Connecticut đã cùng đưa ra một dự đoán rằng Quadrantids là một trận mưa hàng năm.
Vào năm 1922, Hiệp hội Thiên văn Quốc tế (IAU) đã nghĩ ra một danh sách gồm 88 chòm sao hiện đại.  Danh sách này đã được IAU đồng ý tại hội nghị chun được tổ chức tại Rome vào tháng 5 năm 1922.  Danh sách không bao gồm chòm sao Quadrans Muralis.  IAU chính thức thông qua danh sách này vào năm 1930, nhưng trận mưa sao băng này vẫn giữ cái tên "Quadrantids", cho chòm sao nguyên thủy và đã lỗi thời. 
| Năm  | Quadrantids hoạt động trong | Đỉnh mưa sao băng | ZHR tối đa |
| ---- | --------------------------- | --- | ---------- |
| 2008 | Ngày 1 tháng 1              | Ngày 4 tháng 1 | 82         |
| 2009 | Ngày 1 tháng 1              | 3 tháng 1 | 146        |
| 2010 |                             | Trăng vượn Waning (trăng tròn vào ngày 31 tháng 12) |            |
| 2011 | 28 tháng 12 - 12 tháng 1    | 3 tháng 1 | 90         |
| 2012 | 28 tháng 12 - 12 tháng 1    | Ngày 4 tháng 1 | 83         |
| 2013 |                             | Ngày 3 tháng 1 Trăng vượn Waning (trăng tròn vào ngày 28 tháng 12) | 137        |
| 2014 |                             | Ngày 4 tháng 1 Đỉnh chính với ZHR max = 245 trong khoảng thời gian từ 3 tháng 1 năm 17:00 UT đến 22:30 UT; đột biến ngắn của ZHR max = 315 ngày 4 tháng 1 lúc 18:00 UT | 315        |
| 2016 |                             | Ngày 3 tháng 1 lúc 14 UT (15 CET / 9 EST) |            |
| 2017 |                             | Ngày 3 tháng 1 lúc 15 UT (16 CET / 10 EST) |            |
| 2018 |                             | Ngày 3 tháng 1 lúc 19 UT (20 CET / 14 EST) |            |
| 2019 |                             | Ngày 4 tháng 1 lúc 2 UT (21 EST ngày 3 tháng 1) |            |